# ヘネシー (競走馬)
ヘネシー（Hennessy、1993年 - 2007年）は、アメリカ合衆国の競走馬・種牡馬。

## 競走馬時代
2歳となった1995年にデビュー。緒戦は2着だったが、その後4連勝でホープフルステークスなどを勝利した。次のシャンペンステークスでは6着に敗れ、ブリーダーズカップジュヴェナイルに出走した。それまで主戦騎手だったゲイリー・スティーヴンスがオナーアンドグローリーを選んだため、ドナ・バートン騎手に乗り代わり、アンブライドルズソングと接戦を演じたものの2着だった。もし勝てば女性騎手初のブリーダーズカップ優勝となっていた（その後ジュリー・クローンが達成）。その後年内にもう2戦したが未勝利で引退した。

### 競走成績
- 1995年（9戦4勝）
  - ホープフルステークス (GI)

## 種牡馬として
アメリカで種牡馬として繋養されており、シャトル種牡馬としてオーストラリアでも種付けを行っていた。2001年には日本にもリース種牡馬として繋養されたこともあった。2007年にはサンライズバッカスがフェブラリーステークスを制し、日本での産駒がGI勝利をあげたが、同年シャトル種牡馬として繋養されていたアルゼンチン・La Mission Studで心臓発作のため死亡した。
日本においては、まず、重賞未勝利ながらコパノフウジンが種牡馬入りした。次いで、サンライズバッカスがフェブラリーステークスに優勝し引退後しばらくしてから種牡馬入りした。2010年からは日本軽種馬協会が購入したJohannesburgが日本で供用され、2014年からは優駿スタリオンステーションでHenny Hughesが供用されることとなった。

### 主な産駒
- 1998年産
  - エイシンスペンサー（カシオペアステークス、オパールステークス）
  - Harmony Lodge（バレリーナハンデキャップ）
  - Grand Armee（クイーンエリザベスステークス、ドンカスターハンデキャップなどG1競走7勝）
- 1999年産
  - *ヨハネスブルグ / Johannesburg（ブリーダーズカップ・ジュヴェナイルなどG1競走4勝、種牡馬）
  - Half Hennessy（クイーンズランドダービー）
  - Wiseman's Ferry（G3競走2勝、種牡馬、2年連続エクリプス賞年度代表馬ワイズダンの父）
- 2001年産
  - Madcap Escapade（アッシュランドステークス）
- 2002年産
  - サンライズバッカス（フェブラリーステークス、武蔵野ステークス）
  - コパノフウジン（福島民友カップ、種牡馬）
- 2003年産
  - *ヘニーヒューズ / Henny Hughes（ヴォスバーグステークス、キングズビショップステークス、種牡馬）
- 2007年産
  - Special Duty（チェヴァリーパークステークス、イギリス1000ギニー、プール・デッセ・デ・プーリッシュ（フランス1000ギニー））

### 母の父としての主な産駒
- 2006年産
  - Careless Jewel（アラバマステークス）- 父Tapit
  - Irish Lights（豪1000ギニー）- 父Fastnet Rock
- 2007年産
  - *ミスエーニョ / Mi Sueno（デビュターントステークス）- 父Pulpit
- 2014年産
  - モズアスコット（安田記念・フェブラリーステークス）- 父Frankel

## 血統表
| ヘネシーの血統            | ヘネシーの血統             | ヘネシーの血統   | （血統表の出典） | （血統表の出典） |
| 父系                      | ストームバード系           | ストームバード系 | ストームバード系 | [ § 2 ]          |
| 父 Storm Cat 1983 黒鹿毛  | 父の父Storm Bird 1978 鹿毛 | Northern Dancer  | Nearctic         | Nearctic         |
| 父 Storm Cat 1983 黒鹿毛  | 父の父Storm Bird 1978 鹿毛 | Northern Dancer  | Natalma          |                  |
| 父 Storm Cat 1983 黒鹿毛  | 父の父Storm Bird 1978 鹿毛 | South Ocean      | New Providence   | New Providence   |
| 父 Storm Cat 1983 黒鹿毛  | 父の父Storm Bird 1978 鹿毛 | South Ocean      | Shining Sun      |                  |
| 父 Storm Cat 1983 黒鹿毛  | 父の母Terlingua 1976 栗毛  | Secretariat      | Bold Ruler       | Bold Ruler       |
| 父 Storm Cat 1983 黒鹿毛  | 父の母Terlingua 1976 栗毛  | Secretariat      | Somethingroyal   |                  |
| 父 Storm Cat 1983 黒鹿毛  | 父の母Terlingua 1976 栗毛  | Crimson Saint    | Crimson Satan    | Crimson Satan    |
| 父 Storm Cat 1983 黒鹿毛  | 父の母Terlingua 1976 栗毛  | Crimson Saint    | Bolero Rose      |                  |
| 母 Island Kitty 1976 栗毛 | 母の父Hawaii 1964 鹿毛     | Utrillo          | Toulouse Lautrec | Toulouse Lautrec |
| 母 Island Kitty 1976 栗毛 | 母の父Hawaii 1964 鹿毛     | Utrillo          | Urbinella        |                  |
| 母 Island Kitty 1976 栗毛 | 母の父Hawaii 1964 鹿毛     | Ethane           | Meharali         | Meharali         |
| 母 Island Kitty 1976 栗毛 | 母の父Hawaii 1964 鹿毛     | Ethane           | Ethyl            |                  |
| 母 Island Kitty 1976 栗毛 | 母の母T.C.Kitten 1969 栗毛 | Tom Cat          | Tom Fool         | Tom Fool         |
| 母 Island Kitty 1976 栗毛 | 母の母T.C.Kitten 1969 栗毛 | Tom Cat          | Jazz Baby        |                  |
| 母 Island Kitty 1976 栗毛 | 母の母T.C.Kitten 1969 栗毛 | Needlebug        | Needles          | Needles          |
| 母 Island Kitty 1976 栗毛 | 母の母T.C.Kitten 1969 栗毛 | Needlebug        | Flynet F-No.8-c  |                  |
| 母系(F-No.)               | 8号族(FN:8-c)              | 8号族(FN:8-c)    | 8号族(FN:8-c)    | [ § 3 ]          |
| 5代内の近親交配           | Mahmoud5×5=6.25%           | Mahmoud5×5=6.25% | Mahmoud5×5=6.25% | [ § 4 ]          |
| 出典                      | 1. 2. 3. 4.                | 1. 2. 3. 4.      | 1. 2. 3. 4.      | 1. 2. 3. 4.      |

- 従兄弟に1996年のベルモントステークス勝ち馬 Editor's Note（父Forty Niner）がいる。
- そのほかの近親にヒラボクディープ（2013年青葉賞）、ソウルラッシュ（2024年マイルチャンピオンシップほか）。